# Jašalta
Jašalta (in russo Яшалта́?; in calmucco Яшалта) è un villaggio della Russia, situato in Calmucchia. Appartiene al rajon Jašaltinskij del quale è il centro amministrativo.
Il villaggio si trova 210 km a ovest della città di Ėlista.